# إنانا زبالام
إنانا الزبالامية (أيضًا Supālītum ،Sugallītu، Nin-Zabalam) المرتبطة بمدينة زبالام، كانت أقنومًا لإلهة بلاد ما بين النهرين إنانا وقد اقترح أنها كانت في البداية إلهة منفصلة، ربما كانت تُعرف باسم نين-أوم، والتي استوعبتها إلهة أوروك في مرحلة ما في عصور ما قبل التاريخ في بلاد ما بين النهرين وفقدت شخصيتها الأصلية غير المعروفة في هذه العملية، على الرغم من وفي سياقات معينة، لا يزال من الممكن التعامل معها باعتبارها مميزة. كانت تعتبر أم شرعة، إله أوما، وهي مدينة تقع بالقرب من زبالام.
و أُثبتت عبادة إنانا زبالام بالفعل في النصوص المبكرة من فترة أوروك، مما يجعلها واحدة من أقدم آلهة الوصاية على مدن معينة المعروفة من مصادر بلاد ما بين النهرين. وقد كان معبدها معروفًا بالاسم الطقسي جيغونا. وقد وثقت ذلك في مصادر من عصر الأسرات المبكرة، والعصر السرجوني، وأور الثالثة، ومن مختلف النصوص الأدبية. وفي وقت لاحق، أصبحت مرتبطة بمدينة لارسا. يذكر نقش للملك واراد سين بناء معبد مخصص لها، وهو معبد إيكالامتانيجورو، والذي ربما يكون مطابقًا للمعبد الأقدم. وقد ذُكرت أيضًا في العديد من النصوص الدينية والأسماء الثيوفورية من لارسا. ومن المدن الأخرى التي كانت تُعبد فيها في العصر البابلي القديم: نيبور، وأوروك، وإيسين، وكسورا، وبابل. من المفترض أن مركز عبادتها الرئيسي، زبالام، قد تُخلى عنه في النهاية، على الرغم من أنها لا تزال مذكورة في الوثائق من عهد سلالة سيلاند الأولى والإشارات إلى المعابد المختلفة المخصصة لها تحدث في قائمة المعابد الكنسية من فترة الكاشيين اللاحقة.

## الأصل والأسماء
إن إنانا زابلام هي من بين أقدم الأمثلة الموثقة على المظاهر المتميزة للآلهة المرتبطة بمواقع جغرافية محددة. كانت الإلهة الوصية على مدينة زبالام، والمعروفة أيضًا باسم سوجال في الأكادية (تل إبزيخ الحديثة في العراق). من المتفق عليه أنه في حين أن المظاهر المحلية لإنانا تشترك إلى حد ما في "جوهر مشترك"، إلا أنها قد تكون لها أيضًا سمات مميزة وفريدة، وقد تتعايش التفسيرات التي تقدمها كجوانب لإلهة واحدة أو كشخصيات مميزة. على سبيل المثال، في قائمة آلهة فايدنر، تظهر إنانا زابالام بشكل منفصل عن إنانا نفسها ودوموزي، إلى جانب مظاهر محلية أخرى، مما قد يشير في هذا السياق إلى أنها لم تكن تُرى بشكل صارم على أنها أقنوم، بل كإلهة محلية منفصلة.
وفقًا لجوان جودنيك ويستنهولز، فقد ضاعت الشخصية الأصلية للإلهة الوصية لزابالام قبل بداية التاريخ المسجل في عملية "ابتلعت فيها هويتها من قبل إنانا من أوروك ". في حين يُفترض أن العديد من المدن تبنت عبادة إنانا من أوروك في فترة أوروك بالفعل، إلا أن إدخال الإلهة الأوروكية في زابالام ربما أدى إلى مثل هذا الموقف بسبب القرب الجغرافي للمدينتين. يقترح ويستنهولز أن اسمها الأصلي ربما كان نين-أوم، وهو ما أُثبت في ترانيم الزاميه من فترة الأسرات المبكرة. وفقًا لماركوس سوتش-جوتيريز، فإن Nin-UM تظهر أيضًا في نص أدبي واحد من الأدب يعود تاريخه إلى ما قبل العصر السرجوني. ومع ذلك، فهي غائبة عن قوائم الآلهة من فارا وأبو صلابيخ، ومن جميع قوائم الآلهة المعروفة من فترات لاحقة. يشير أنطوان كافينيو ومانفريد كريبرنيك في المدخل المقابل في Reallexikon der Assyriologie und Vorderasiatischen Archäologie إلى Nin-UM بشكل محايد كإله، وليس إلهة على وجه التحديد، على الرغم من أنهم يقبلون أن الاسم قد يشير إلى أقنوم إنانا في جميع السياقات التي أُثبت فيها. معنى اسم نين-وم غير معروف. يقترح كريبرنيك ويان ليسمان أن نين-أوم قد تعني "سيدة حزمة القصب"، مع الإشارة الأخيرة المقابلة لمصطلح أوم (الأكادية أومو )، أو "حبل القصب" أو "حبل القصب"؛ يزعمون أن الاسم ربما كان عنوانًا مرتبطًا برمز مبكر لإنانا، فسره علماء الآشوريات على أنه حزمة من القصب. أُستبعد وجود صلة بين اسم الشهر ne -UM من التقويم المحلي لأور.
يمكن أيضًا الإشارة إلى إنانا زبالام باسم Supālītum (Supallītu)، المشتق من التهجئة الأكادية للاسم الجغرافي، ومن خلال علم أصول الكلمات الشعبي المرتبط بكلمة supālu ( sāpalu )، " العرعر ". وقد أُستخدم بشكل شائع في النصوص المعجمية البابلية. يظهر في قائمة الآلهة أن = أنوم كتفسير لـ إنانا -سو-بالا كي (اللوح الرابع، السطر 134). كان الاسم المماثل الثاني هو Sugallītu (Šugallītu؛ "هي من زبالام")، والذي ربما تأثر تهجئته بمصطلح Esugal، في إشارة إلى زقورة مخصصة لعشتار تقع في مدينة أكاد، أو بدلاً من ذلك بكلمة sukkallu. يمكن كتابة الاسم الأخير بشكل لوغوجرافي على النحو التالي d ZU. GAL أو d SU. جال. وقد عُرف على اسم محتمل آخر، وهو ZA-BA-AD، والذي ربما يمكن قراءته على أنه DIĜIR Zabalam، "إلهة زابالام"، على لوح تمارين من سوسة. وتستخدم النصوص من أوما من فترة أور الثالثة أيضًا لقب نين-زابالام، "سيدة زبالام"، وخاصة عند الإشارة إلى عبادة هذه الإلهة في مستوطنة أ-كا-سال 4 كي.

## الارتباطات مع الآلهة الأخرى
الإله شرا، والذي يشار إليه عادةً ببساطة باعتباره ابن إنانا في الأدب الحديث الموجه للجمهور العام، كان يُنظر إليه على وجه التحديد باعتباره ابن إلهة زبالام. إن ترجمة المقطع الوحيد الذي يذكر والده غير مؤكدة. تقترح جوليا إم. آشر-جريف أن هذا التقليد كان تطورًا ثانويًا، ولم تُعين شارة لإنانا إلا كابن حتى يصبح من الممكن الإشارة إليها بلقب "أم"، على الرغم من أنها تلاحظ أيضًا أنه لم يكن مرتبطًا بالأمومة، بل بالأحرى بالمكانة العليا في البانتيون والسلطة على مدن محددة. ويفترض مانويل مولينا بدلاً من ذلك أن ذلك يعكس العلاقة الوثيقة بين مراكز عبادتهم.
يشير نقش من وارارد سين إلى إنانا من زبالام باعتبارها ابنة سوين. وشملت دائرة الآلهة المرتبطة بها أيضًا أبيريغماك، بالإضافة إلى إلهتين وثقا في دور مماثل في أوروك، نينشوبور ونانايا.
في ترانيم زامي، يظهر نين-أوم، وهو إله ربما يكون متطابقًا مع إنانا من زبالام، مرتبطًا بالإله إشتاران. كما أنها تعادل إنانا كور، وهو أقنوم مبكر لإنانا أُثبت بالفعل في مصادر من فترة أوروك. ومع ذلك، احتفظ الأخير أيضًا بهوية مستقلة ويمكن ربطه بدلاً من ذلك بـ d Men، وهو إله يُفترض أنه تاج مُؤلَّه.

## يعبد

### التاريخ المبكر
أقدم دليل على وجود زبالام وعبادة إلهتها الحارسة يأتي من فترة أوروك الثالثة ( ق. 3100 - 2900 قبل الميلاد). وقد كتب اسم المدينة بالخط المسماري لوجغرافيًا على النحو التالي: MUŠ 3. UNUG، متبعًا نمطًا مبكرًا نموذجيًا حيث أُستخدم مزيج من اسم الإله المحلي، في هذه الحالة، إنانا (MUŠ 3 ) وعلامة "الملاذ" (UNUG) لتقديم اسم المدينة. على نحو مماثل، قُدم لارسا كـ UTU.UNUG و Ur - NANNA x. الأمم المتحدة في أوغندا. وفي وقت لاحق تمت إضافة العلامة ZA كمؤشر صوتي، على الرغم من أن الكتابة استمرت في التغير حتى العصر البابلي القديم. الآلهة الوصائية الأنثوية الأخرى الوحيدة في مدن محددة والمعروفة من مصادر مبكرة نسبيًا مثل إنانا الزابلامية هي إنانا أوروك، نانشي، إيزينا ونيسابا.

### الألفية الثالثة قبل الميلاد
تنتمي إنانا زبالام إلى البانتيون المحلي لدولة (ولاية لاحقة) أوما، على الرغم من أن عبادتها، كما لاحظ مانويل مولينا، ربما كانت لها بالفعل أهمية "فوق إقليمية" في أواخر فترة أوروك. في فترة الأسرة المبكرة، ذُكرت في ترانيم زامي. تُركّز الترنيمة الحادية عشرة من بين سبعين ترنيمة تشكل التسلسل الكامل عليها. يعكس وضعها المبكر نسبيًا أهميتها الدينية. وينتهي الترنيمة بسطر يشير إليها باسم نين-م. يظهر هذا الاسم للمرة الثانية في الترنيمة قبل الأخيرة، حيث تُذكر الإلهة إلى جانب أوتو وإيستران. يذكر السطر التالي ثلاثة أسلحة، شبكة وقوس وهراوة من اللازورد ( šita 2 )، يُفترض أنها من سمات الآلهة، حيث تربط مصادر أخرى أوتو بالشباك وإنانا بالهراوات؛ ومع ذلك، لا يوجد دليل على أن القوس هو سلاح عشتاران. يقترح مانفريد كريبرنيك ويان ليزمان أن ذكر هذه الآلهة الثلاثة يعكس وجود تماثيل تمثلهم في معبد الإله الرئيسي الذي مُدح في الترنيمة، نينيجارا. الاسم الجغرافي المدرج هو Kullaba.
تشير النصوص الأدبية اللاحقة مثل نزول إنانا وترنيمة إنانا إف إلى أن معبد إنانا في زابالام كان يُعرف باسم جيغونا ( جي-جون 4 كي -نا ). في العصر السرجوني، أعيد بناؤها على يد نارام سين أو شار كالي شاري. ومع ذلك، لم يُعثر إلا على بقايا هيكل بابلي قديم لاحق أثناء أعمال التنقيب، والتي تم آخرها في عامي 2001 و2002 لصالح هيئة الآثار والتراث العراقية، ولكن إجراء المزيد من الأبحاث حول الموقع غير ممكن بسبب النهب الواسع النطاق في أعقاب حرب العراق مما جعله "مدمرًا بالكامل تقريبًا وغير قابل للاسترداد تقريبًا للآثار". كان المعبد على ما يبدو مركز النشاط الاقتصادي للمدينة. معظم الوثائق التي من المفترض أنها تعود إلى زبالام تأتي من أرشيف المعبد، على الرغم من صعوبة تحديد المصدر في كثير من الأحيان بسبب تأثر المنطقة بأكملها المحيطة بأوما وزبالام القديمة بالنهب.
وفقًا للمصادر النصية في فترة أور الثالثة، كان المعبد يُدار اسميًا من قبل حاكم أوما، على الرغم من أن مدينة زبالام كانت تحت السيطرة المباشرة للعائلة المالكة بسبب أهميتها الدينية والاقتصادية للدولة. كانت الملكة أبي سمتي معروفة بتفانيها لإنانا زبالام، على الرغم من أنها لم تكن من أصل هذه المدينة. ومع ذلك، كانت تمتلك منزلًا هناك، ومن المحتمل أن يكون أحد ممتلكات العائلة المالكة يقع في مكان قريب. تشير النصوص من أوما من نفس الفترة إلى أن إنانا زابالام ("نين زابالام") كانت تُعبد أيضًا في مستوطنة أ-كا-سال 4 كي، وتذكر كاهنًا وراعيًا في خدمتها.
يزعم دوغلاس فراين أن أسطورة جلجامش وثور السماء، والتي تدور حول صراع بين الملك الأسطوري الذي يحمل نفس الاسم وإنانا، تتميز بوجود إنانا من زبالام في مقابل إنانا من أوروك. يرجع تاريخ أقدم نسخة معروفة من هذا التكوين إلى فترة أور الثالثة، لكنه يقترح أنه ربما كان في الأصل يعتمد على الأعمال العدائية التي وقعت بين أوروك وزبالام في فترة الأسرات المبكرة. ومع ذلك، فإنه يؤكد أن هذا التفسير افتراضي فقط، حيث وصف الإلهة بأنها مقيمة في إينا، وبينما تحمل العديد من المعابد هذا الاسم الاحتفالي (بما في ذلك إينا الأصلية في أوروك، وكذلك المعابد في لجش وجيرسو وموقع غير معروف تحت سيطرة سلالة مانانا )، لا يوجد دليل على وجود مزار يحمل هذا الاسم في زبالام. علاوة على ذلك، يلاحظ أنه أُقترح بديل آخر وهو أن الإلهة المعادية لجلجامش قد تكون إنانا الأكادية.

### الألفية الثانية قبل الميلاد
احتفظت إنانا زبالام بأهميتها الدينية بعد سقوط سلالة أور الثالثة، خلال الفترات المتعاقبة من حكم سلالات إيسن ولارسا وبابل. أصبحت مرتبطة ارتباطًا وثيقًا بالمدينة الثانية من هذه المدن الثلاث.  تذكر صيغة سنوية لـ Warad-Sin of Larsa بناء معبد مخصص لها، Ekalamtanigurru، "البيت الذي يلهم الرعب في الأرض"، وفقًا لأندرو ر. جورج، والذي من المحتمل أن يُحدد بالهيكل السابق في زبالام الذي أعاد شار-كالي-شاري بناؤه. في مدينة لارسا، كانت هي والمظهر المحلي لإنانا، "ملكة لارسا"، يُعبدان بشكل منفصل عن بعضهما البعض. كانت طائفتها تتضمن الماخووم (النشوة النبوية )، والتي لا يوجد لها أي توثيق في جنوب بلاد ما بين النهرين، ولكنها توجد بشكل أكثر شيوعًا في النصوص من الغرب. يبدو أن كل من الرجال والنساء قادرون على أداء هذه الوظيفة. تحت اسم شوجاليتو، تظهر إنانا من زبالام أيضًا في صيغة تحية في رسالة من هذه المدينة (بجانب شمش )، في نص الحكمة الذي يذكر العروض المقدمة لها، وفي الأسماء الثيوفورية مثل أوبار شوجاليتو، وواراد شوجاليتو، وشجاليتو جميل (في جميع الحالات، تكون التهجئات المستخدمة هي لفظية) وكوك شوجاليتو.
كما عُبد إنانا زبالام في نيبور، وإيسين، وأوروك. هناك أيضًا إشارات إلى عبادة "إنانا زابالام من أوروك" في لارسا. ويبدو أيضًا أنها أصبحت تعتبر واحدة من الآلهة الوصية على مدينة أوما. في وقت سابق كان هذا الدور مقتصرًا على شارا ونينورا فقط. تذكر وثيقة قرض شهرًا سمي باسمها، ITI na-ab-ri-ì (من nabrium، نوع من المهرجان) ša su-ga-li-ti-im. يعود تاريخه إلى العصر البابلي القديم المبكر، على الرغم من صعوبة تحديد أصله، وقد تشير سمات مختلفة من النص إلى تأثير تقاليد ماري أو منطقة ديالى. وفقًا لـ Witold Tyborowski، ربما كان اسمًا مختلفًا لشهر في التقويم المحلي لمدينة كيسورا. يمكن العثور على العنصر الإلهي Sugallitum في اسم واحد من هذه المدينة، Amat-Sugallitum.
في زبالام نفسها، بنى حمورابي البابلي معبدًا أطلق عليه اسم "إيزيكالاما" ("البيت - حياة الأرض")، كما هو موضح من خلال الطوب المنقوش الذي عُثر عليه أثناء أعمال التنقيب. كما توجد إشارات إلى إلهة زبالام في مصادر من عاصمة مملكته. أُثبت وجود كاهن من سوجاليتوم في نص من هذه المدينة من أواخر العصر البابلي القديم، حيث يعمل كشاهد. وقد قيل أن وجوده في بابل كان نتيجة لوصول اللاجئين من لارسا.
بعد العصر البابلي القديم، من المرجح أن زبالام قد هُجرت. ومع ذلك، لا تزال أرشيفات سلالة سيلاند الأولى تحتوي على إشارات إلى العروض المقدمة إلى دي نانا نين سو. غال، "إنانا سيدة زبالام". وفقًا لما ذكره مانفريد كريبرنيك، فإن الإشارة إلى d Šu-gal-li-tum تظهر أيضًا في تعويذة تعود إلى فترة ما بعد العصر البابلي القديم في تعداد أسماء مختلفة لعشتار. في قائمة المعابد الكنسية، والتي أُلفت على الأرجح في الفترة الكيشية، أُدرجت مراكز عبادة إنانا زبالام (المشار إليها باسم سوباليتوم) في قسم قصير منفصل. وتشمل هذه القبائل Etemennigurru (الموقع غير معروف؛ الإدخال 319)، وEsusuĝarra ("المنزل الذي يُعد فيه الوجبات")، على الأرجح في أوروك (الإدخال 320)، E.AN-kum في مكان غير معروف (الإدخال 321)، وEgigunna في مورو (الإدخال 322). في إحدى المراثي، ارتبط اسمها بـ Esiguz، "بيت شعر الماعز"، الواقع في Guabba.